# Kronan (barco)

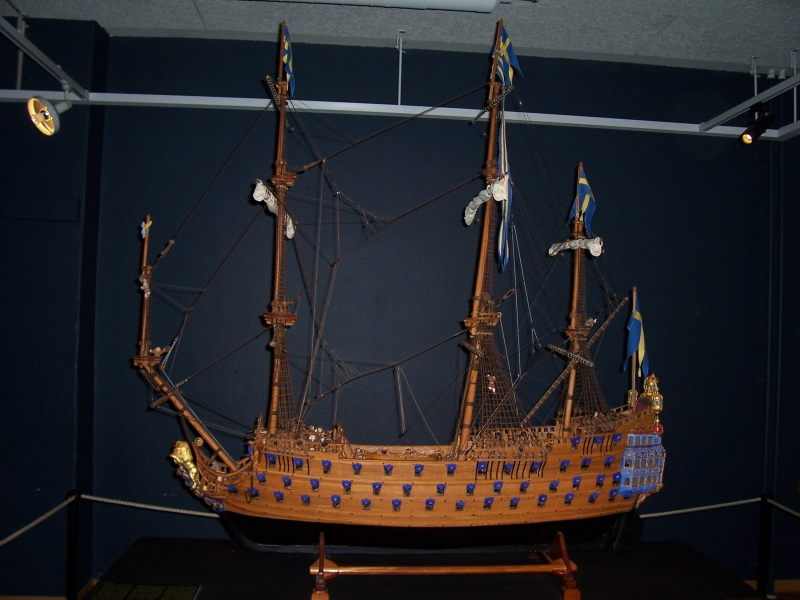
Modelo del Kronan.

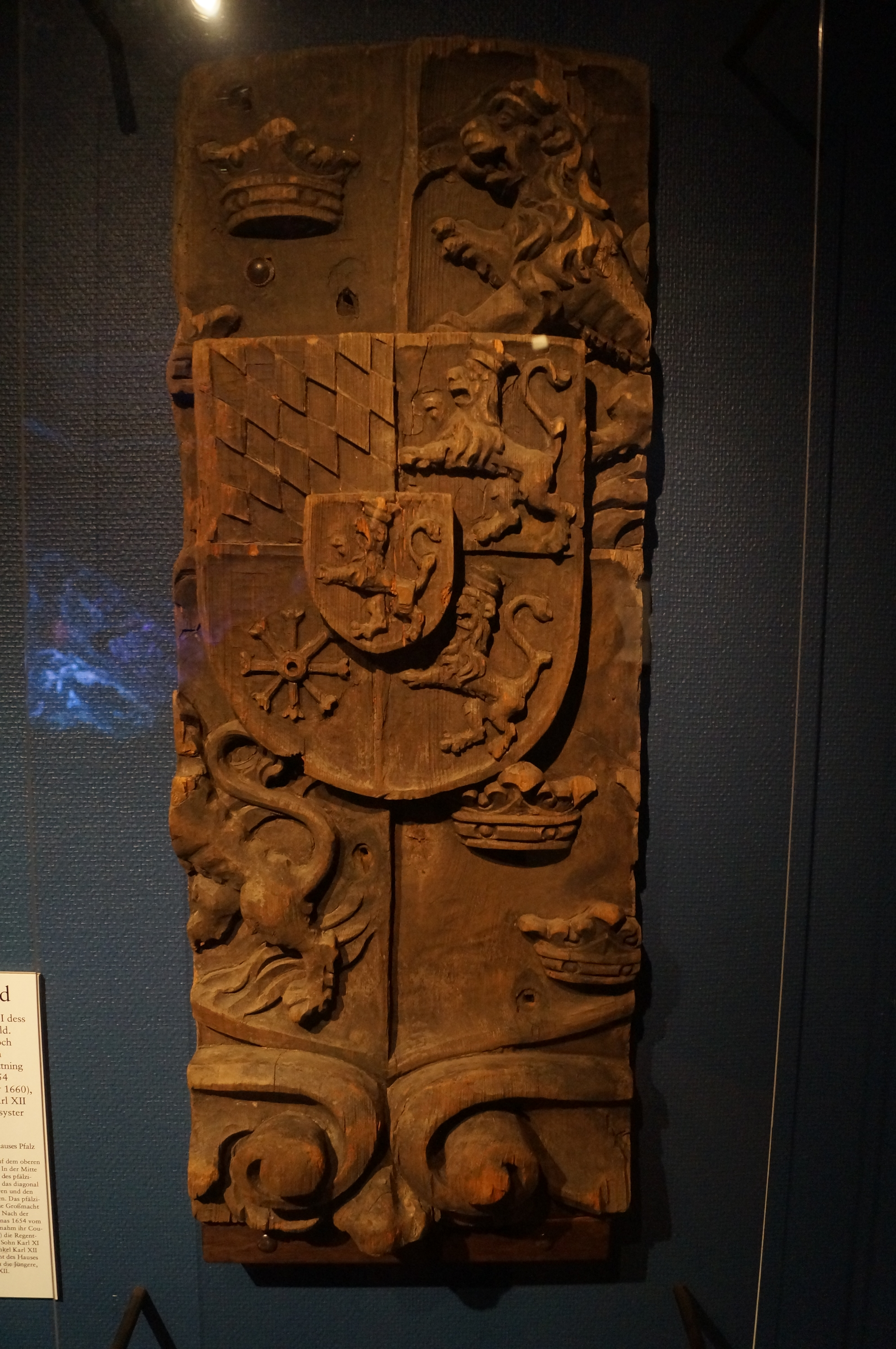
Las armas de la Familia del Palatinado, que se recuperaron del barco real Kronan.

Kronan, también llamado Stora Kronan, fue un barco de guerra sueco que sirvió como nave capitana de la Armada de Suecia en el Mar Báltico durante la década de 1670. Cuando fue construido, era uno de los más grandes buques de navegación marítima en el mundo. La construcción del Kronan tardó desde 1668 hasta 1672, fue demorado por dificultades con la financiación y los conflictos entre el carpintero, Francis Sheldon, y el ministerio de marina sueca. Después de cuatro años de servicio, el barco se fue a pique debido al mal tiempo durante la batalla de Öland el 1 de junio de 1676: mientras realizaba una curva cerrada bajo demasiada vela, el barco se volcó; la cámara de pólvora se incendió y explotó la mayor parte de la estructura de la proa. El Kronan se hundió rápidamente, llevándose consigo a 800 hombres y más de 100 armas, además de equipo valioso militar, objetos personales y una gran cantidad de monedas de plata y oro.
La pérdida del Kronan fue un duro golpe para Suecia durante la guerra escanesa (1675-1679). Además de ser el barco más grande y fuertemente armado en la marina sueca, representaba un símbolo de estatus importante para la monarquía del joven Carlos XI de Suecia. Junto con el 'Kronan', la marina perdió una parte importante de sus mejores hombres, incluyendo al comandante supremo Lorentz Creutz, numerosos oficiales de alto rango de la flota, y el jefe del equipo médico de la armada. Se creó una comisión para investigar si algunas personas podrían ser responsabilizadas por el fiasco sueco en la batalla de Öland y otras derrotas más importantes durante la guerra. Aunque nadie se dictaminó oficialmente responsable, Creutz ha sido culpado por muchos historiadores por el hundimiento del Kronan debido a su falta de experiencia naval y mando. Investigaciones recientes han proporcionado una imagen más matizada, y señalan la falta de una organización naval bien desarrollada junto con el cuerpo de oficiales de la época.
La mayor parte de las armas que se hundieron con el 'Kronan' fueron salvadas en la década de 1680, pero con el tiempo los restos del naufragio cayeron en el olvido. Su posición exacta fue redescubierta en 1980 por el investigador Anders Franzen, que también había localizado un buque de guerra del siglo XVII, el Vasa, en la década de 1950. Operaciones anuales de buceo han estudiado y excavado el lugar del naufragio; con esto se han logrado rescatar artefactos del pecio. Kronan se ha convertido en el naufragio más comentado en el Báltico después del Vasa. Más de 30 000 artefactos se han rescatado; muchos se han conservado y puestos en exposición pública permanente en el Museo del Condado de Kalmar, en Kalmar. El museo es el responsable de las operaciones marítimas y las exposiciones permanentes sobre el  Kronan.

## Antecedentes Históricos

Un mapa de los dominios y pérdidas territoriales de Suecia entre 1560 y 1815. Suecia estaba en su apogeo como potencia Báltica en los años en que el Kronan servía.

En la década de 1660, Suecia se encontraba en su apogeo como potencia Europea. Había vencido a Dinamarca, uno de sus principales competidores por la hegemonía en el Mar Báltico, en la Guerra de Torstenson (1643–45) y la guerra sueco-danesa (1657-1658). En los Tratados de Brömsebro (1645) y Roskilde (1658), Dinamarca se había visto obligada a ceder las islas de Gotland y Ösel, la totalidad de sus territorios orientales de la Escandinavia, y partes de Noruega. En la tercera guerra sueco-danesa (1658-1660), el rey Carlos X Gustavo de Suecia de Suecia, trató de acabar con Dinamarca para siempre. El movimiento fue la ambición real en una sociedad que ya estaba altamente militarizada y orientada a la guerra, un estado fiscal militar. La disolución de sus ejércitos habría requerido el pago de los salarios, así que existía un incentivo constante para mantener las hostilidades y dejar que los soldados vivieran de las tierras del enemigo y el saqueo. El nuevo ataque a Dinamarca amenazó los intereses de las naciones líderes en comercio, Inglaterra y la República de Holanda, a quienes les convenía mantener la región del Báltico políticamente dividido. Los holandeses intervinieron en 1658 mediante el envío de una flota con el fin de detener el intento de aplastar a Dinamarca. Inglaterra también envió una flota en noviembre del mismo año para ayudar a Suecia a mantener el impuesto en el estrecho que separa la isla danesa, Selandia (Sjælland), de Escania (Skåne), fuera del control danés y holandés. La expedición Inglesa fracasó como resultado del clima invernal adverso y la agitación política que puso fin a El Protectorado, por lo que finalmente, estos planes se vieron frustrados.
Carlos X Gustavo de Suecia murió en febrero de 1660. Tres meses después, el Tratado de Copenhague (1660) terminó con la guerra. El hijo y también sucesor de Carlos X, Carlos XI de Suecia, tenía apenas cinco años cuando su padre falleció; por lo tanto, una Regencia liderada por la reina madre, Hedvig Eleonora, asumió el poder hasta que alcanzó la mayoría de edad. Suecia había estado a punto de poseer el control sobre el comercio del Báltico, pero la guerra manifestó la necesidad de evitar la formación de una poderosa alianza anti-Sueca que incluía Dinamarca. Hubo algunos éxitos en la política exterior, en particular la posición antifrancesa con la Triple Alianza de Inglaterra, Suecia y la República Holandesa. A principios de 1672, Suecia había mejorado sus relaciones con Francia, lo suficiente para formar una alianza. El mismo año, el rey Luis XIV atacó a la República de Holanda, y para 1674 Suecia fue presionado para unirse a la guerra al atacar a aliados alemanes del norte. Francia se comprometió a pagar a Suecia subsidios de guerra que se necesitaban urgentemente a condición de que se movilizara hacia Brandeburgo. Un ejército sueco de 22 000 hombres bajo el mando de Carl Gustaf Wrangel, avanzó hacia Brandeburgo en diciembre de 1674; sin embargo, sufrió una derrota táctica de menor relevancia en la batalla de Fehrbellin en junio de 1675. Aunque no fue de importancia militar, la derrota empañó la reputación de la invencibilidad que las armas suecas habían disfrutado desde la guerra de los Treinta Años. Esto envalentonó a los enemigos de Suecia, y en septiembre de 1675 Dinamarca, la República Holandesa y el Imperio Romano estaban en guerra con Suecia y Francia.

### Estado de la flota
Para 1675 la flota sueca era numéricamente superior a su contraparte danesa (18 navíos de línea contra 16, 21 fragatas contra 11); sin embargo, los barcos suecos en general, eran más viejos y de peor calidad que los daneses que habían reemplazado a una gran parte de su flota con buques de guerra más modernos. El equipo sueco también tuvo problemas con el mantenimiento; tanto el aparejo como las velas estaban, en general, en mal estado. Las tripulaciones suecas no tenían el nivel de profesionalismo que los marinos daneses y noruegos, que a menudo tenían experiencia de servicio en la marina mercante holandesa. La marina sueca carecía de oficiales profesionales; mientras que la danesa tenía veteranos como Cort Adeler y Nils Juel. La flota danesa se vio reforzada con unidades holandesas bajo el mando de Philip van Almonde y Cornelis Tromp, este último un oficial experimentado que había servido a las órdenes de Michiel de Ruyter.

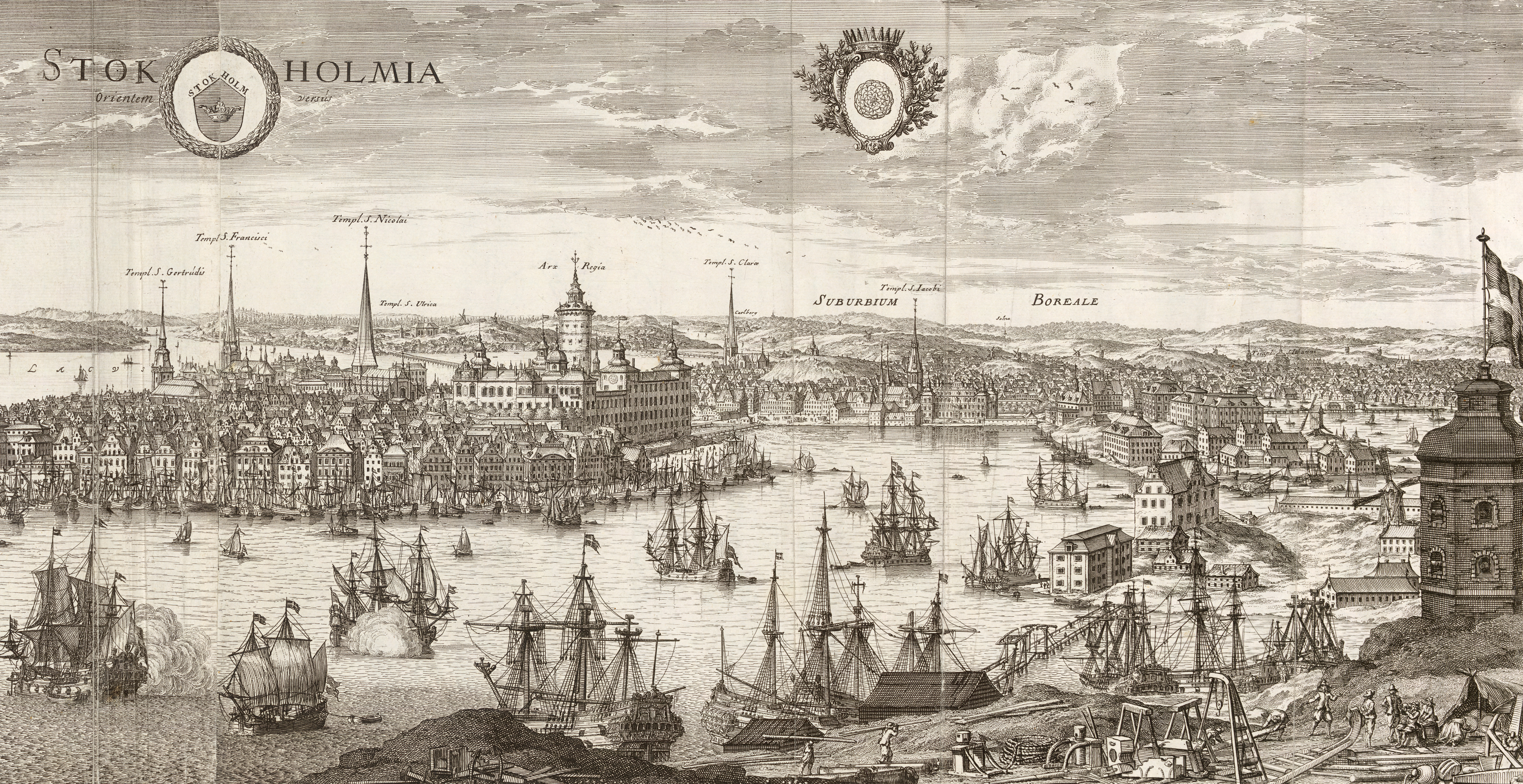
Detalle del grabado de Estocolmo de Suecia antiqua et Hodierna por Erik Dahlberg y Willem Swidde, publicado en 1693. La vista muestra la capital sueca como un bullicioso puerto, y en primer plano el pico de Kastellholmen junto a las reales Atarazanas en Skeppsholmen.

## Diseño
La Primera Guerra Anglo-Holandesa (1652-1654) vio el desarrollo de la línea de batalla, una táctica donde los barcos forman una línea continua para disparar de costado al enemigo. Anteriormente, las tácticas navales habían favorecido la potencia de fuego de corto alcance y embarque con la intención de tomar premios. Después de la mitad del siglo XVII, las tácticas cambiaron de batallas con fuego cercano a deshabilitar o hundir a los enemigos a través de potencia de fuego a larga distancia. Esto significó importantes cambios en la doctrina, la construcción naval, y profesionalismo en las marinas de guerra europeas desde la década de 1650 en adelante. La línea de batalla favorecía a los grandes buques fuertemente armados y lo suficientemente robustos como para mantener la línea en la cara del fuego enemigo. El aumento de la centralización y la concentración de poder en los estados-nación emergentes durante el siglo XVII, permitió una gran expansión de los ejércitos y armadas.Los nuevos astilleros del gobierno comenzaron a construir naves mucho más grandes. Suecia puso en marcha un programa de construcción naval expansiva a finales de los años 1660.
El Kronan fue uno de los buques de guerra más fuertemente armados en el mundo durante 1672, cuando estaba en funcionamiento; era un barco de tres niveles con 110 cañones. La nave tenía tres cubiertas de armas de proa a popa. En total había siete niveles separados, divididos por seis barajas. Más profundo en la nave, por encima de la quilla, estaba la Guarda, e inmediatamente por encima de ella, pero todavía por debajo de la línea de flotación, estaba el sollado; ambos fueron utilizados principalmente para el almacenamiento. Por encima del sollado estaban las tres cubiertas de armas, dos de ellas cubiertas, mientras que cerca de la mitad de la primera cubierta superior, se encontraba abierta a los elementos en la mitad de la nave, o la cintura. El arco tenía un piso, que constituía el castillo. La popa tenía dos cubiertas, incluyendo un castillo de popa.

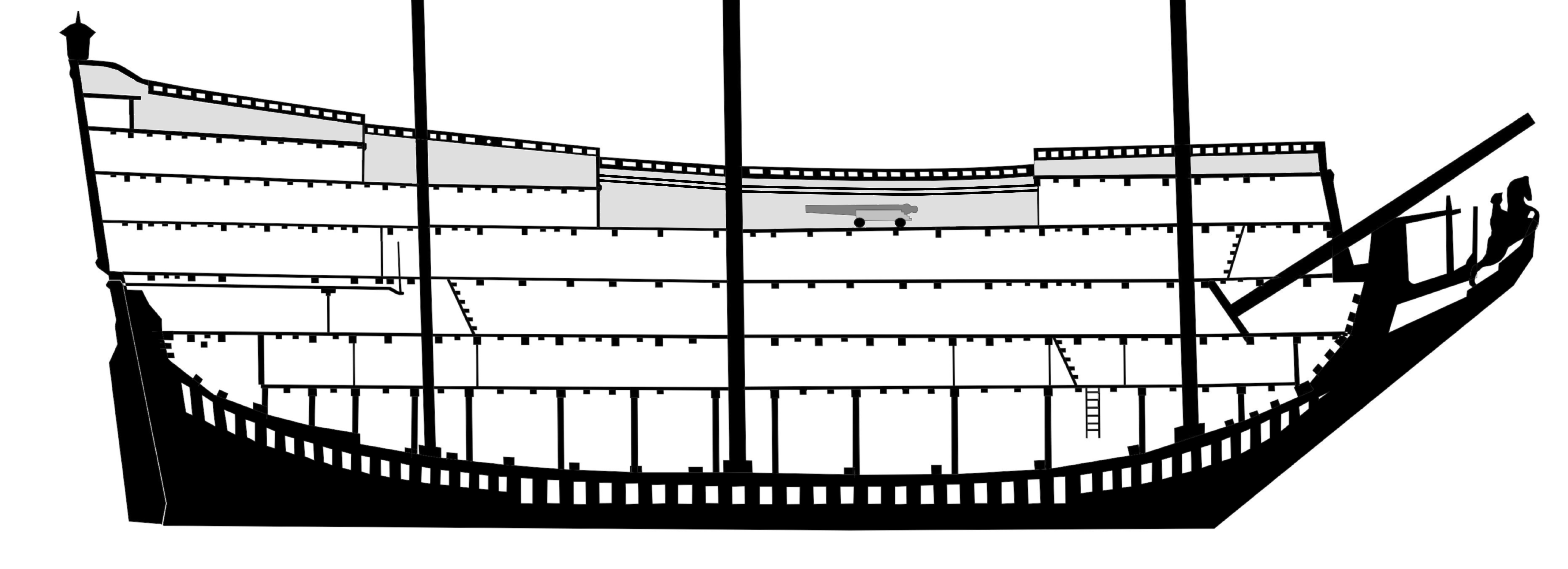
Diagrama del Kronan; estructura de la cubierta basado en un modelo del Museo del Condado de Kalmar

Durante la primera mitad del siglo XVII, los buques de guerra suecos fueron construidos con procedimientos holandeses; con una parte inferior plana y rectangular con un pequeño calado. Este estilo de construcción naval fue adaptado principalmente para los buques más pequeños en las aguas costeras poco profundas de los Países Bajos, y habilitados para una construcción rápida; sin embargo, estos buques menos robustos eran generalmente inadecuados para fines militares y también eran algo inestable en los mares agitados. Cuando el Kronan fue construido, el enfoque inglés de construcción había prevalecido, dando a los cascos un fondo más redondeado y una mayor calado, así como un marco más robusto y una mayor estabilidad. La popa fue más ágil por debajo de la línea de flotación, lo que disminuía la resistencia de onda de olas.
Las medidas del Kronan fueron registradas en las listas contemporáneas de la marina de guerra. Su longitud de proa a popa era de 53m (174 pies); ésta era una representación considerablemente menor que si se incluía el bauprés y el extremo final del barco. El ancho era de 12.9m (42pies) y era definido tomando en cuenta el punto más ancho entre los marcos, con exclusión de tablones. El proyecto variaba según la cantidad de carga, pero con la totalidad de provisiones, municiones y armamentos que habría sido alrededor de 6.2–6.8m (20–22pies). La altura de la nave desde la quilla hasta el mástil más alto, que nunca fue registrado, pero Museo del Condado de Kalmar ha estimado que debió ser de por lo menos 66m (217pies).
El desplazamiento o tonelaje de desplazamiento del Kronan– el peso de la nave calculado por la cantidad de agua que desplaza mientras flota – no se conoce con precisión, ya que no existen registros exactos de las dimensiones. Mediante el uso de documentos de la época que describen las medidas aproximadas, se ha estimado en alrededor de 2,300 toneladas. Por su desplazamiento en relación con el número y el peso de las armas, Kronan, era demasiado vulnerable, aunque esto no era raro para esa era. Carpinteros europeos no habían construido tres cubiertas a gran escala antes de la década de 1650; para la década de 1660, los diseños eran todavía muy experimentales. Registros contemporáneos muestran que barcos ingleses y franceses de tres cubiertas tendían a ser bastante inestables, ya que se construían a lo alto, estrecho y con demasiada artillería. Algunos barcos ingleses tuvieron que ser reforzados con un "cinturón" de tablones construidos en la línea de flotación para desempeñarse satisfactoriamente. En mares bravos, estas naves podrían verse obligadas a cerrar filas por debajo de las troneras, privándolos así de sus armas más pesadas y más eficaces. En estas situaciones se empleaban efectivamente solo dos cubiertas. La construcción del Kronan no fue inherentemente defectuoso; el barco se manejó las duras condiciones climáticas en 1675 y también solo una semana antes de zozobrar, pero podía ser peligroso si se manejaba mal. Más tarde, durante el siglo XVIII, los buques con el mismo peso de cañones tenían más tonelaje para apoyar sus armas, por lo general pesaban entre 3,000 y 5,000 toneladas, lo que los hacía más estables. Cuando el Kronan fue construido, era el tercero o cuarto barco más grande del mundo, pero a medida que la tendencia se inclinó hacia barcos grandes, fue superado por otros buques de guerra de gran tamaño. En el momento en el que el Kronan se hundió, ya ocupaba el séptimo lugar.

### Armamento

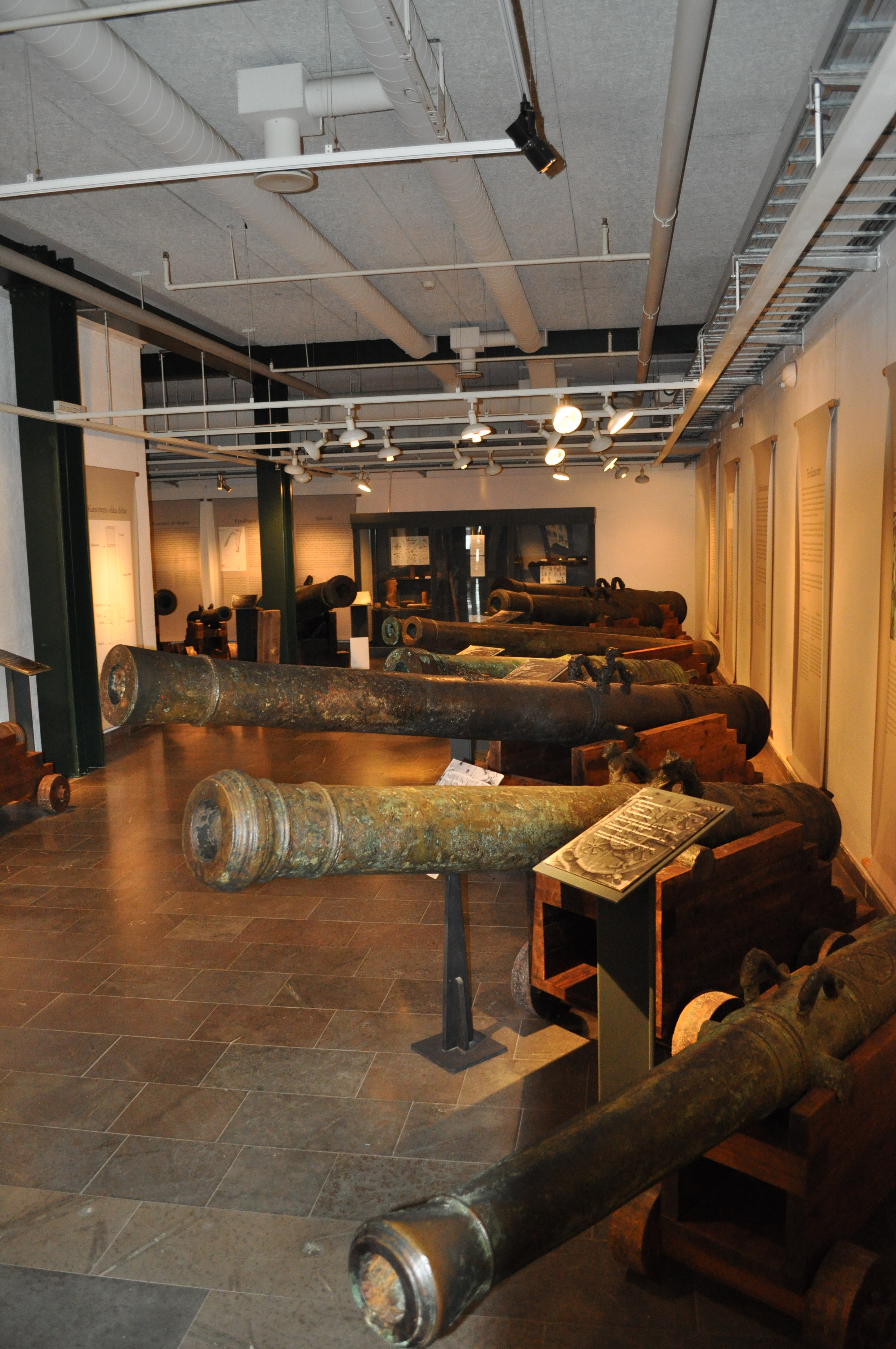
Cañones de varios tipos recuperados del Kronan; en exhibición en el Museo del Condado de Kalmar

De acuerdo con el plan de armamento oficial, el Kronan sería equipado con 124 a 126 cañones; 34-36 armas en cada una de las cubiertas y un adicional de 18 compartidos entre las cubiertas de proa y castillo de popa. Las armas fueron clasificadas por el peso de las balas de cañón que disparaban, variando entre 3 y 36 libras (1,3 a 15,3 kg). Los cañones por sí mismos pesaban desde unos pocos cientos de kg (400-500 libras) hasta cuatro toneladas (4,4 toneladas) tomando en cuenta las piezas más pesadas colocadas en el centro de la parte inferior de la cubierta de armas mientras que las más ligeras se encintraban en las cubiertas superiores. Las armas más letales del Kronan fueron los cañones de 30 y 36 libras ubicados en la primera cubierta más baja, que tenían un rango y poder de fuego que superaba el armamento de casi cualquier otro buque de guerra. Los cañones más ligeros de 18 libras fueron destinados principalmente para causar daños a la tripulación del enemigo y el aparejo en lugar de casco.
De acuerdo con la investigación moderna, el número de armas fue considerablemente menor que el plan oficial de armamento. En ese tiempo, los planes de armamento eran normalmente exagerados tomando en cuenta el número de armas disponibles. En realidad, eran estimaciones ideales que rara vez reflejaban las condiciones reales, ya sea debido a la falta de artefactos o porque eran poco prácticos cuando se ponían a prueba. Los cañones pesados de 30 y 36 libras fueron particularmente difíciles de encontrar en cantidades suficientes, así que cañones más ligeros eran utilizados con frecuencia en su lugar. A juzgar por el número de cañones recuperados del Kronan en la década de 1680 (véase " La historia como un naufragio") y durante las excavaciones en la década de 1980, el total asciende a 105-110. Este descubrimiento coincide con los cálculos de la cantidad de troneras en los restos del naufragio y el número de armas que podrían caber prácticamente en las cubiertas de armas. La cifra más baja es la cantidad de armas que se encontraron en las excavaciones de 1980 junto con la lista de armas registradas durante las operaciones de salvamento en la década de 1680. La siguiente tabla muestra el número de armas de fuego, comparando el plan de armamento oficial de 1671 con los cálculos del historiador naval, Jan Glete.
|                             | 1671 Plan de Armamento                            | Armamento Real |
| --------------------------- | ------------------------------------------------- | --- |
| Cubierta baja               | 12 36-libras 16 30-libras 4 24-libras 2 18-libras | 8 36-libras 8 30-libras 10 24-libras 4 cazadores de popa de 24-libras                                                                     |
| Cubierta media              | 36 24-libras                                      | 4 cañones pesados de 24-libras 16 cañones ligeros de 24-libras 6 cañones pesados de 12-libras 4 cazadores de popa de 12-libras 2 8-libras |
| Cubierta alta               | 36 cañones ligeros de 12-libras                   | 10 cañones pesados de 12-libras 10 cañones ligeros de 12-libras 2 10-libras 2 8-libras 2 cañones pesados de 6-libras                      |
| Saltillo y castillo de popa | 20 6-libras                                       | 16 6-libras 6 3-libras |

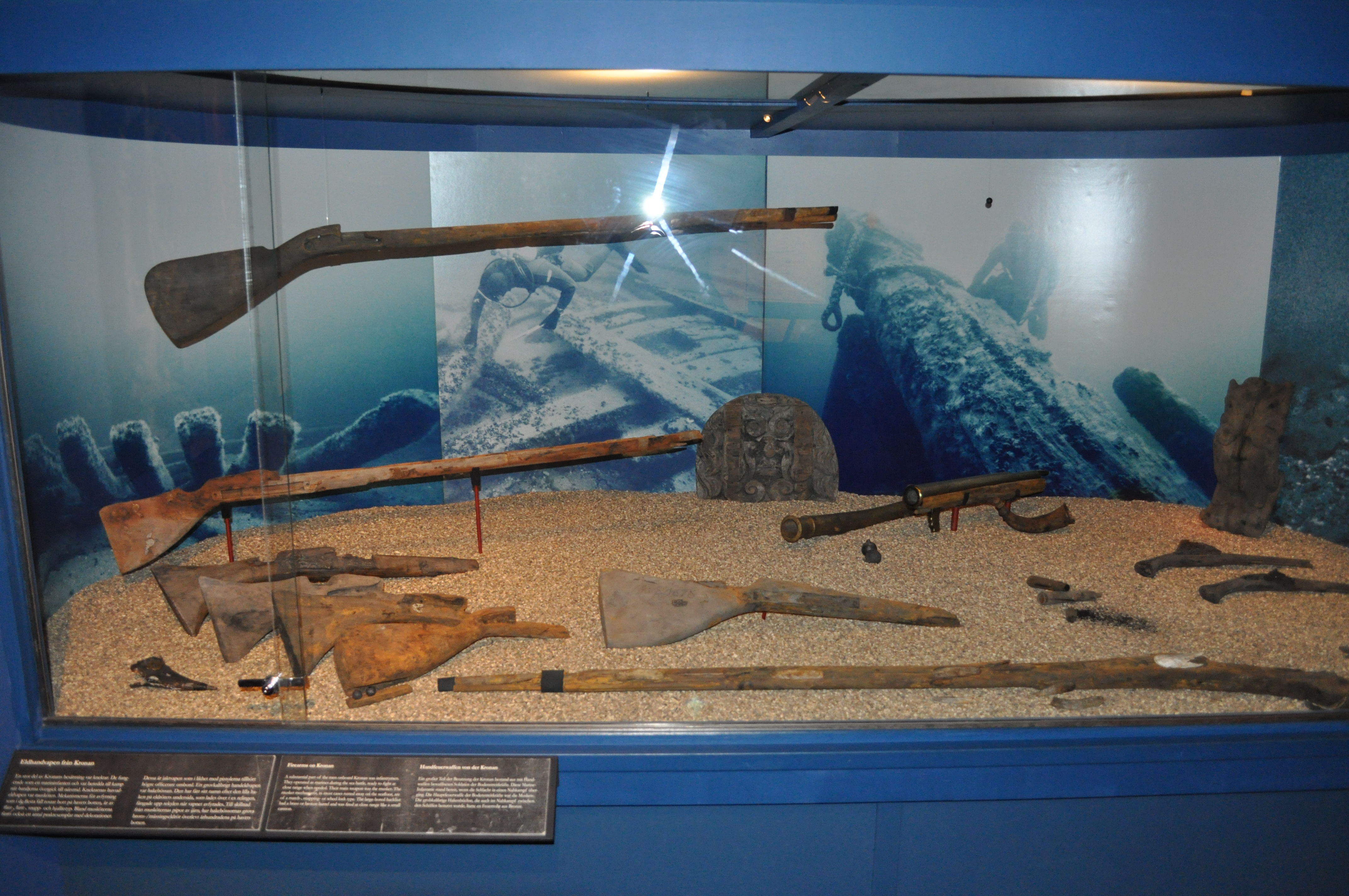
Armas de fuego, incluyendo fusiles; se exhiben en el Museo del Condado de Kalmar

Existían varios tipos de municiones disponibles, cada una para diferentes usos: El tiro redondo (balas de cañón) en contra de los cascos de buques, cadena de tiro contra los mástiles y aparejos, y racimo de metralla (cilindros de madera llenos de bolas de metal o fragmentos), esta última tenía un efecto devastador contra agrupaciones de soldados. Para acciones de abordaje, el Kronan estaba equipado con 130 mosquetes y 80 fusiles portátiles. Para el combate cercano había 250 picas, 200 hachas de abordaje y 180 espadas. Durante las excavaciones, armas de fuego de grueso calibre fueron encontradas - hakebössor, similares a los trabucos; estaban equipados con una pequeña captura debajo del cañón que les permitía estar conectados a través de una barandilla con fin de absorber el retroceso de los disparos. Un hakebössa aún estaba cargado con un pequeño bote que contenía 20 bolas de plomo que se habría empleado para despejar las cubiertas enemigas antes de abordar.

### Decoración

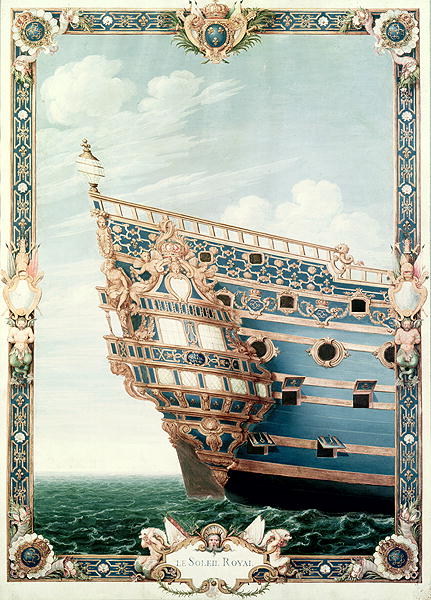
Popa del buque francés Soleil Royal(1670), un contemporáneo del Kronan de diseño similar. Los detalles escultóricos tenían diferentes motivos, pero ambas naves estaban decoradas según el mismo estilo y la moda.

Contaba con ornamentación cara y complicada ya que era una parte fundamental de la apariencia de los barcos en la década de 1660, a pesar de que se había simplificado desde principios del siglo XVII. Esta ornamentación se creía que aumentaba la autoridad de monarquía absoluta y para retratar la nave como un símbolo de la destreza marcial y la autoridad real. No hay ilustraciones contemporáneas de la ornamentación del Kronan; sin embargo, de acuerdo a la práctica común su mayor lujo se encontraba en el espejo, la superficie plana hacia popa. Hay dos imágenes del Kronan mostrados desde la popa, trabajo de dos artistas daneses. Ambas obras fueron encargadas muchos años después del hundimiento para conmemorar la victoria de Dinamarca. La pintura de Claus Møinichen en el Castillo de Frederiksborg de 1686 muestra un travesaño dominado por dos leones rampantes levantando una corona real. El fondo es azul con esculturas y adornos en oro. El historiador de arte sueco, Hans Soop, quien ha estudiado previamente las esculturas del  Vasa, un barco prestigioso perteneciente a la flota de Gustavo Adolfo que se hundió a solo 20 minutos de su viaje inaugural en Estocolmo en 1628, ha sugerido que Møinichen intencionalmente exageró el tamaño de la nave para resaltar la victoria danesa. Un tapiz del Castillo de Rosenborg muestra al Kronan como un navío de dos puentes con un tema representando una corona que es incluso más grande que la pintura de Møinichen.
Los arqueólogos no han podido recuperar suficientes esculturas del Kronan para una reconstrucción detallada de la ornamentación. El mascarón (mascarillas de arquitectura) y el putto (imágenes de niños) que fueron rescatados a partir de 2007 muestran una considerable calidad artística, según Soop. Una gran escultura de una figura de un guerrero fue encontrado en 1987 y es un ejemplo de la mano de obra de alta calidad y posiblemente, incluso un retrato simbólico del rey Carlos; sin embargo, dado que no se sabe nada de la ornamentación de los alrededores y esculturas, la conclusión sigue siendo especulativa.

## Construcción

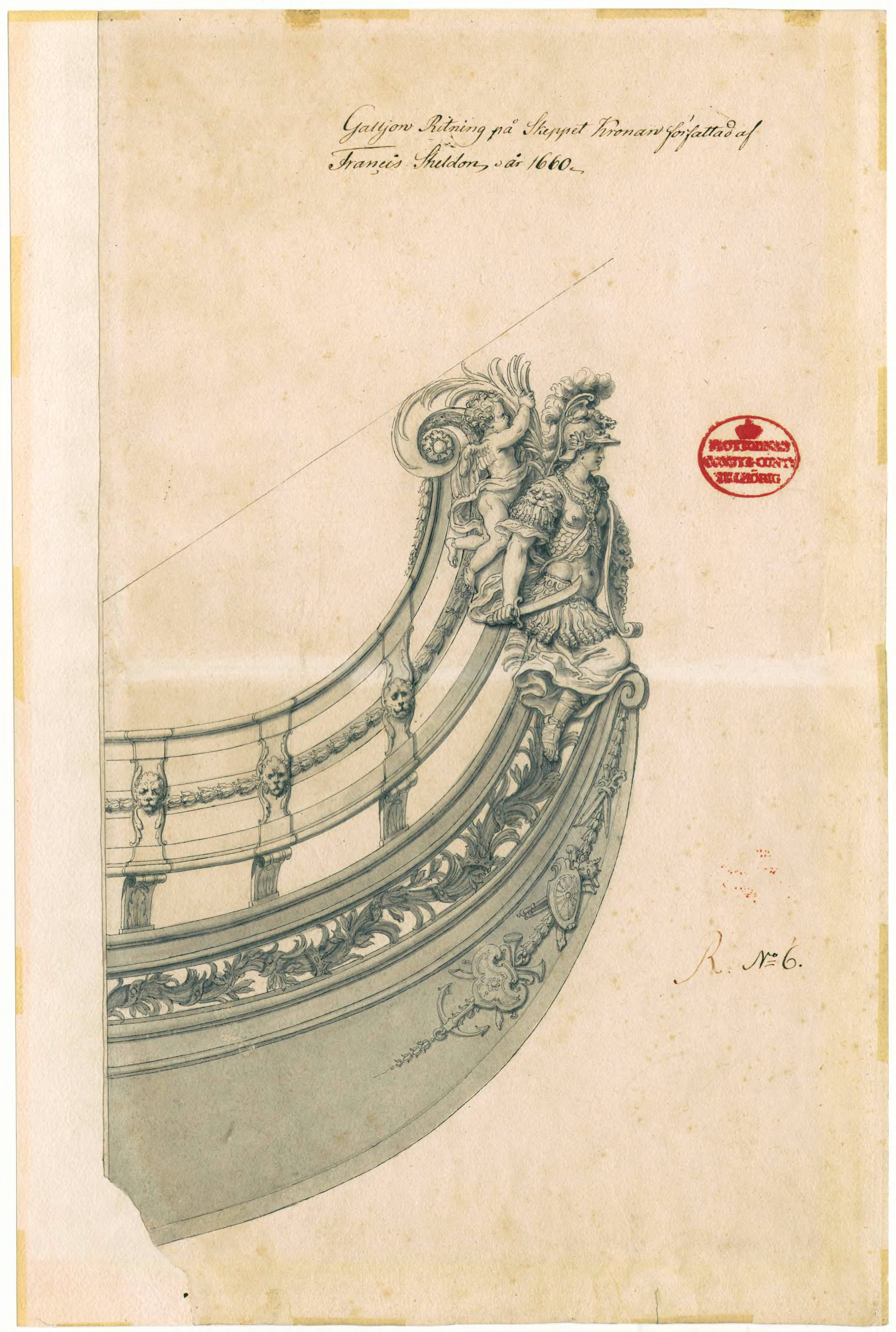
Planos del Kronan (1660), dibujados por Francis Sheldon. Actualmente, se encuentran en el Archivo Nacional Sueco.

A principios de la década de 1660, un programa de construcción fue iniciado para ampliar la flota y reemplazar las naves viejas. Un nuevo buque insignia era necesario para reemplazar al antiguo Kronan de 1632. La tala de grandes cantidades de madera que se requerían para la construcción de la nueva nave había comenzado durante el invierno de 1664-1665. El historiador sueco Kurt Lundgren ha estimado que se requieren 7-10 hectáreas (17-25 acres) de bosque de roble de cien años de edad, para el casco, y varios pinos gruesos altos para los mástiles y bauprés.
La construcción del Kronan comenzó en octubre de 1665. El casco fue terminado el 31 de julio de 1668. El carpintero Inglés, Francis Sheldon, con frecuencia se encontró en conflicto con el derecho marítimo sobre el proyecto. Los administradores de la marina de guerra se quejaron de que se estaba retrasando indebidamente el proyecto y en su lugar, gastaba demasiado tiempo en sus propios proyectos empresariales privados. El argumento más agravante hacia Sheldon fue la extensa y lucrativa exportación de madera del mástil hacia Inglaterra. Sheldon a su vez, se quejó por las demoras constantes por parte de la marina de guerra y la falta de fondos. Cuando se lanzó la nave, la grada resultó ser demasiado pequeña y la sección trasera de la quilla se desprendió durante el lanzamiento. El almirantazgo exigió una explicación pero la respuesta de Sheldon era que el daño fue reparado con facilidad y que el problema era que la madera había sido dejada a secar demasiado tiempo. El conflicto entre el Almirantazgo y Sheldon se prolongó durante varios años y causó retrasos constantes. Las esculturas se terminaron en 1669, pero el aparejo, abordaje, y el armado se demoraron otros tres años, hasta 1672. La primera ocasión que el barco zarpó fue durante las celebraciones de la adhesión de Carlos XI como monarca, en diciembre de 1672.

## Tripulación

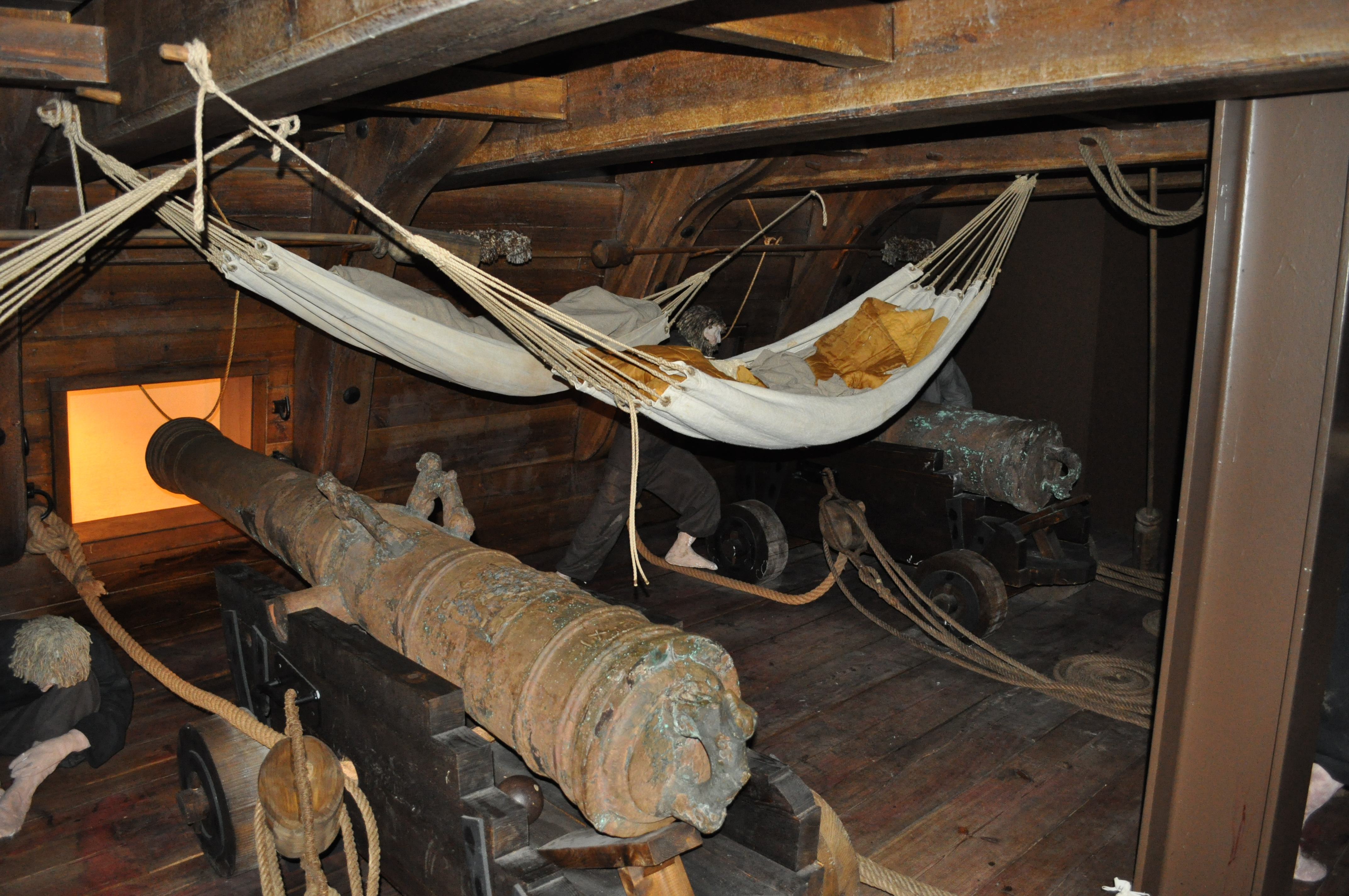
Una maqueta a escala real la sección de una de las cubiertas de guerra del Kronan como parte de la exposición en el Museo del Condado de Kalmar

Considerado como uno de los barcos más grandes de su época, el Kronan contaba con una tripulación de tamaño considerable. Cuando se hundió había 850 personas a bordo - 500 marineros y 350 soldados. Los historiadores que trabajan en la excavación del lugar del naufragio han comparado la nave con una ciudad sueca de tamaño medio de fines del siglo XVII, describiéndola como una "sociedad en miniatura". A bordo se encontraban representantes masculinos de ambas clases, alta y baja. (A las mujeres se les permitía permanecer en los buques de la marina solo dentro de los límites del archipiélago de Estocolmo; antes de llegar al mar abierto, debían desembarcar). Como una comunidad flotante, el Kronan reflejaba las normas sociales contemporáneas de la vida militar y civil, dos esferas que no estaban estrictamente separadas en el siglo XVII.
Toda la tripulación vestía de civil ya que no había uniformes de la marina. El ejército sueco había introducido recientemente uniformes estandarizados, algo que todavía era poco común en la mayor parte de Europa. La vestimenta se diferenciaba en función a la posición social. Los oficiales de la nobleza vestían con ropa elegante y cara, mientras la tripulación ordinaria vestía como jornaleros. Las únicas excepciones se presentaban con los soldados del regimiento de infantería Västerbotten quienes estaban equipados con el primer "carolingio" de la década de 1670 con uniformes blancos y azules. La tripulación a veces se asignaba la ropa o la tela para preparar el "atuendo marinero" (båtmansklädning), que los diferenciaba de la vestimenta habitual de la población en general. Los oficiales mantenían una gran colección de ropa fina para su uso a bordo, pero no se sabe si era utilizada durante el trabajo diario. Es muy probable que poseían un conjunto de ropa hecha de telas simples, más duraderos y más cómodas que eran más prácticas en el mar.
El reclutamiento era realizado por asambleas forzosas como parte de la forma antigua del llamado Sistema de adjudicación. Los marineros y los artilleros eran suministrados por un båtsmanshåll (literalmente "la casa del marinero"), pequeñas unidades administrativas en las regiones costeras que se les asignaba la tarea de abastecer a la flota con un hombre adulto para el servicio de la marina de guerra. Los soldados a bordo fueron reclutados por los equivalentes del ejército, knekthåll o rotehåll, ("soldado" o "la casa de barrio") de las regiones del interior. Los oficiales se originaron principalmente por la nobleza o de la clase media alta, y eran pagados a través del sistema de asignaciones o el ingreso de las fincas designadas para tal fin. Los oficiales de rango superior, probablemente llevaban sus criados personales a bordo. Una valiosa chaqueta roja en tela de color rojo brillante que fue llevada por algún hombre que formó parte de los que se ahogaron en el barco, podría haber pertenecido a una de estas comitivas.

## Carrera militar

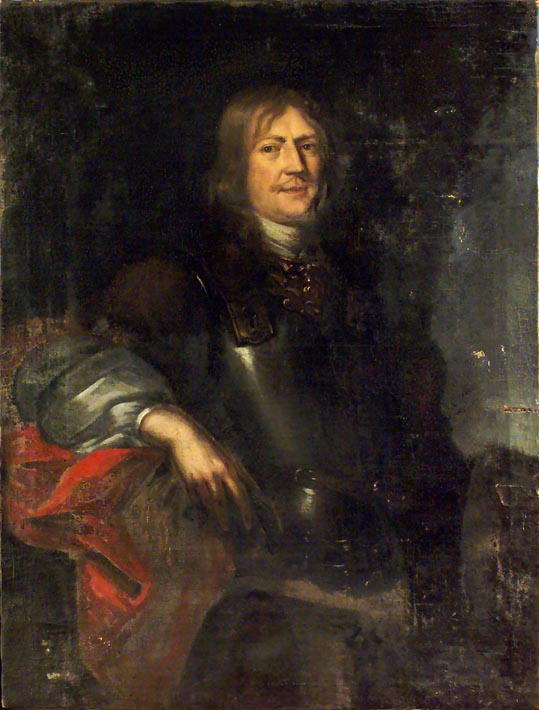
Retrato del Almirante del Reino Gustaf Otto Stenbock, quien fue personalmente responsabilizado por Charles XI por la falta de apoyo a los refuerzos a la Pomerania sueca

### Expedición de 1675
Después de la derrota de Suecia en la batalla de Fehrbellin en junio de 1675, la flota estaba enfocada en apoyar el transporte de tropas para reforzar la Pomerania Sueca. Existía gran potencial para la victoria ya que la flotilla estaba equipada con varios barcos grandes bien armados: Svärdet ("La Espada") de 1800 toneladas, Äpplet ("El Orbe ") y Nyckeln ("la llave"), ambos de 1.400 toneladas, y finalmente el enorme Kronan (" La Corona "). En total había 28 grandes y medianos buques de guerra y casi el mismo número de buques más pequeños. La organización para el suministro era deficiente. Había pocos oficiales de alto rango con experiencia y la cooperación interna era pobre. Contemporáneos daneses describen con desdén las tripulaciones de la marina sueca, tal como meros "peones sumergidos en agua salada".
Con el Kronan como su buque insignia, la flota fue a la mar en octubre de 1675 al mando del almirante del reino (riksamiral) Gustaf Otto Stenbock, pero no llegó más lejos que Stora Karlsö, fuera de la Isla de Gotland. El tiempo era inusualmente frío y tormentoso, por lo tanto los barcos no podían ser calentados. La tripulación fue pobremente vestida y pronto muchos de ellos enfermaron. Los suministros menguaron, y después de que el Kronan perdió un ancla del arco después de menos de dos semanas en el mar, Stenbock decidió dar marcha atrás hacia el ancladero Dalarö al norte de Estocolmo. Ninguna ayuda vino de los refuerzos de las provincias del norte de Alemania. El rey Carlos reaccionó con ira y señaló a Stenbock personalmente responsable de la fallida expedición, lo que le obligó a pagar más de 100 000 dalers de su propio bolsillo. Tiempo después el Rey Carlos volvió a habilitar a Stenbock, dándole una misión del ejército en Noruega. Sin embargo, a principios de 1676 lo reemplazó por Lorentz Creutz, un prominente funcionario que fungía como tesorero oficial. El historiador naval, Jan Glete, ha explicado este evento como un paso que era "necesario en una época de crisis" debido a que Creutz contaba con las habilidades administrativas y con las conexiones de tesorería, pero no tenía experiencia como comandante naval, algo que más tarde ser crucial.

### Expedición fallida de invierno
A medida que la situación para el ejército sueco en Pomerania se deterioró durante el invierno de 1675-1676, la flota, con el Kronan como buque insignia, fue ordenada a navegar a la mar de nuevo en un intento desesperado por apoyar a las fuerzas de tierra suecas que se encontraban en apuros. El tiempo era inusualmente frío y gran parte del Mar Báltico se congeló. La flota, ahora bajo el mando del oficial experimentado de marina, Claes Uggla, fue bloqueado por el hielo cuando llegó a Dalarö el 23 de enero. El Consejero Privado, Erik Lindschöld, había sido asignado por el Rey para ayudar en la expedición, y se le ocurrió la idea de separar a la flota del hielo para llegar al mar abierto. A cientos de campesinos de la zona se les ordenó abrir un canal estrecho a través del hielo con sierras y picos al anclaje en Alvsnabben, a más de 20 km (12 millas) de distancia. Al llegar a la estación naval el 14 de febrero, tres semanas más tarde, resultó que la mayor parte del mar fuera de los arrecifes interiores se congeló también. Una tormenta azotó las naves y el movimiento subsiguiente del hielo aplastó el casco del buque de suministro, el Leoparden, hundiéndolo. Una fuerza de Dinamarca había logrado llegar a las aguas abiertas más lejos y observar los barcos suecos inmovilizados desde la distancia. Cuando las temperaturas cayeron aún más, el proyecto fue declarado como perdido, entonces Lindschöld abandonó el intento.

### 1676

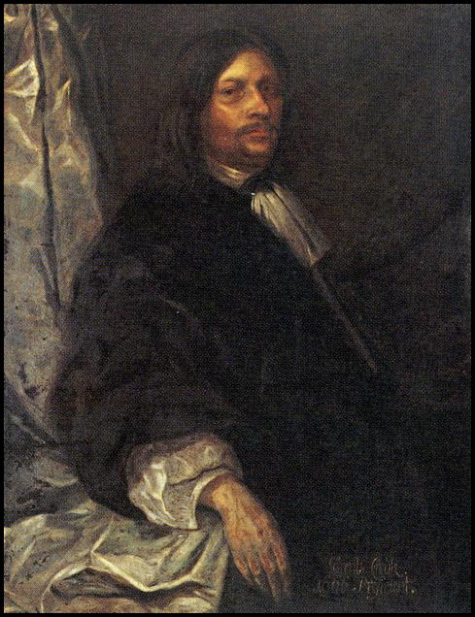
Retrato contemporáneo de Lorentz Creutz (1615–76)

A principios de marzo de 1676, una flota danesa de 20 barcos al mando del almirante Niels Juel dejó Copenhague. El 29 de abril desembarcó tropas en la Isla de Gotland, que pronto se rindió. La flota sueca fue retirada el 4 de mayo, pero se presentaron vientos adversos y se retrasó hasta el 19 de mayo. Juel, para ese entonces había dejado Visby, el principal puerto de la Isla de Gotland que contaba con una fuerza de guarnición. Se dirigió hacia Bornholm para unirse con una pequeña escuadra danesa-holandesa en un cruce entre Scania y la isla de Rügen para evitar que cualquier refuerzo marítimo sueco llegara a Pomerania. Los días 25 y 26 de mayo las dos flotas se encontraron en la batalla de Bornholm. A pesar de la considerable ventaja de Suecia en barcos, hombres y armas, no fueron capaces de infligir daños en la fuerza enemiga, y perdió un barco de fuego y dos embarcaciones menores. La batalla puso de manifiesto la falta de coherencia y organización dentro de las filas de Suecia, que agrió las relaciones entre Creutz y sus oficiales.
Después de la acción fallida, la flota sueca ancló frente a Trelleborg, donde el rey Carlos estaba esperando con nuevas órdenes de recuperar Isla de Gotland. El propósito de la flota era evitar el combate con los aliados, al menos, hasta que llegaran a la punta norte de Öland, donde se podía combatir en aguas amigables. Cuando la flota sueca dejó Trelleborg el 30 de mayo, fueron interceptados por la flota aliada, que entonces comenzó una persecución. Para este tiempo los aliados habían sido reforzados por otro pequeño escuadrón y juntaban 42 buques, con 25 grandes y medianos navíos de línea. Los refuerzos trajeron un nuevo comandante, el almirante general holandés Cornelis Tromp, uno de los más reconocidos estrategas navales de su época. Las dos flotas navegaron hacia el norte y el 1 de junio pasaron el extremo norte de Öland en un fuerte vendaval. A los barcos suecos les fue mal en los fuertes vientos, perdiendo los mástiles y largueros. Los oficiales suecos formaron una línea de batalla que se mantenía unida con gran dificultad. Trataron de salir delante de los barcos de Tromp para ganar barlovento al meterse entre los aliados y la costa, obteniendo con ello una posición táctica ventajosa. Los barcos holandeses de la flota aliada lograron navegar ceñida más rápido que el resto de la fuerza y se instalaron entre los suecos y la costa, tomando el barlovento del tiempo crucial. Más tarde esa mañana, las dos flotas se acercaban una a la otra prontas a atacarse.

### Hundimiento

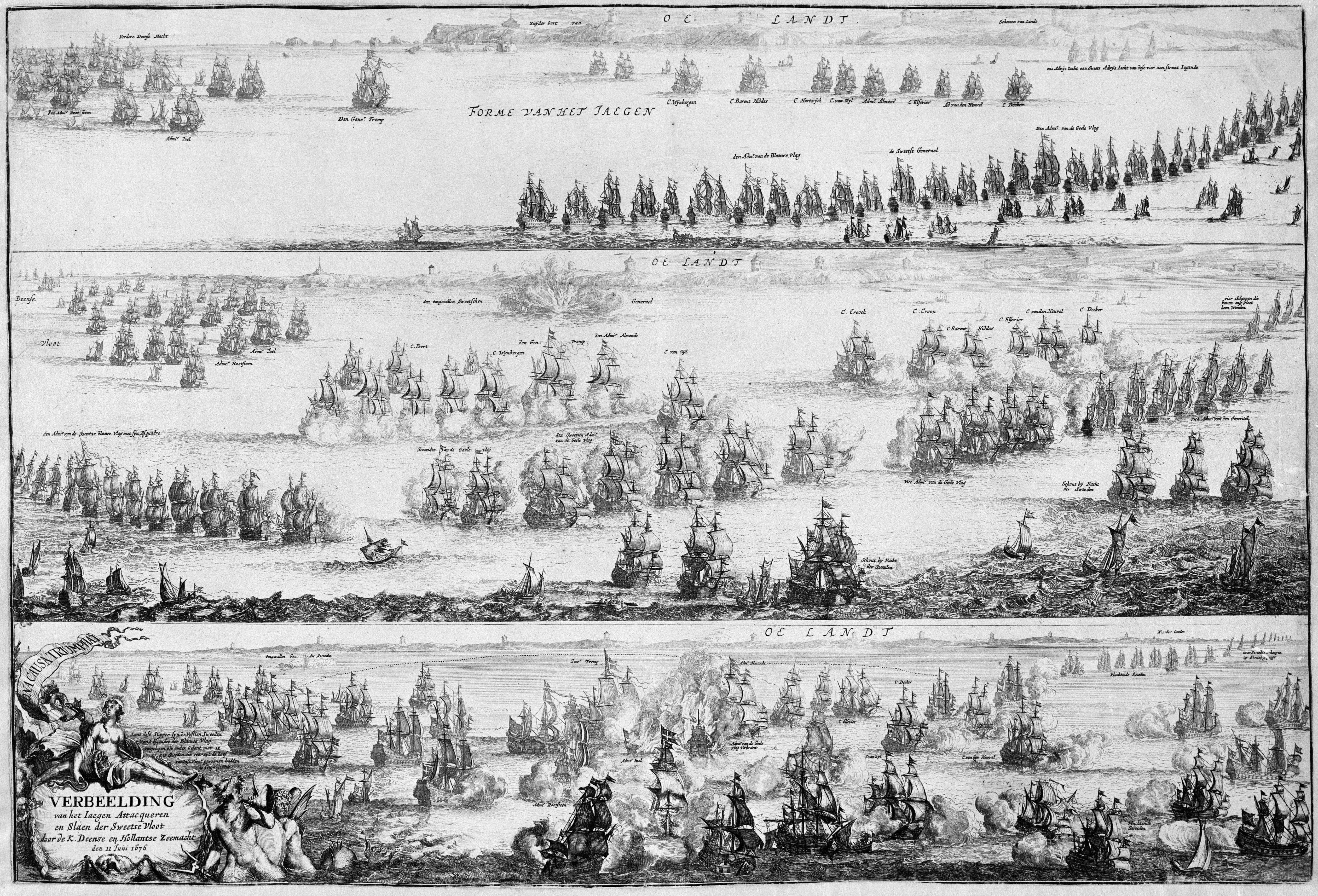
Un grabado contemporáneo que divide la batalla en tres fases: (1) las dos flotas que navegan hacia el norte a lo largo de la costa de Öland, simplemente pasando el extremo sur de Öland, (2) El Kronan explotando y el Svärdet rodeado, y (3) la huida de la flota sueca en desorden, perseguida por naves aliadas. Cobre grabado, por Romeyn de Hooghe, 1676.

Alrededor del mediodía, a cierta distancia al noreste de Hulterstad, la flota sueca hizo lo que el historiador militar, Ingvar Sjöblom, ha descrito como "una maniobra ampliamente debatida". A causa de malentendidos y de mala coordinación, la flota sueca intentó darse la vuelta y enganchar a la flota aliada antes de que navegara más allá del extremo norte de Öland, táctica que se había acordado antes de la batalla. Se sabía que las curvas cerradas en mal tiempo eran peligrosas, especialmente para los buques que tenían debilidades en cuestiones de estabilidad. El Kronan giró hacia babor (izquierda), pero con demasiada vela, hasta el punto que el agua comenzó a fluir a través de las troneras abiertas. La tripulación fue incapaz de corregir el desequilibrio y la nave se inclinó por completo con el mástil paralelo con el agua. Poco después, el depósito de pólvora en la parte delantera del Kronan se encendió por razones desconocidas y explotó, destrozando gran parte de la banda de estribor y partes del mástil. La sección restante se levantó con la popa hacia arriba en el aire y la parte frontal destrozada hacia abajo. A continuación, se hundió rápidamente con el lado de babor hacia abajo. Cuando los restos del naufragio golpearon el fondo del mar, el casco sufrió una fractura importante a lo largo de su lado, dañando aún más la estructura.

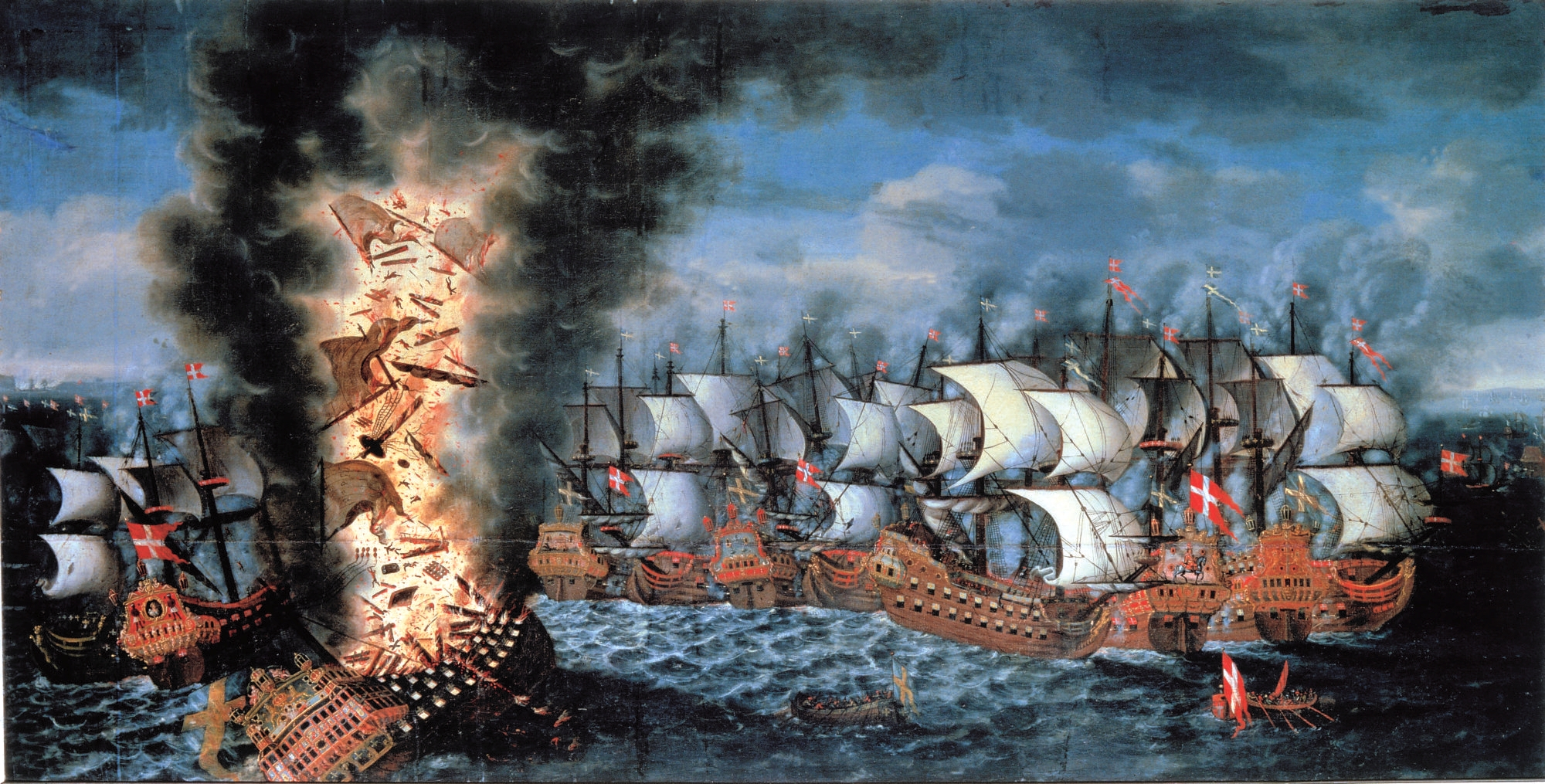
Un cuadro pintado por un artista danés en 1686, en él se muestra cómo el Kronan explota mientras naufraga. A la derecha, Svärdet es enganchado de ambos lados por los generales aliados. En realidad, los dos eventos fueron separados en el tiempo y el espacio.

Durante este rápido hundimiento, una gran parte de la tripulación sufrió un traumatismo grave, como se demostró a través de estudios osteológicos de los restos óseos. Muchos de los restos tenían laceraciones profundas sin cicatrizar en cráneos, vértebras, costillas y otras partes del cuerpo. Existen dos teorías principales sobre el origen de las lesiones. La osteóloga Ebba Düring, ha sugerido que la disciplina y la cohesión social se derrumbaron durante el hundimiento. La tripulación habría recurrido a "todos los medios a su disposición, tanto física como psicológica" para escapar de la nave; interpretación que el historiador Ingvar Sjöblom, también apoya. La historiadora médica Katarina Villner, por otro lado, ha propuesto que las lesiones fueron causadas por el caos repentino y violento del propio hundimiento, lo que habría arrojado hacia la tripulación, equipos pesados y cañones que se encontraban a su alrededor.
La pérdida de la nave insignia puso a las fuerzas suecas en desorden, y pronto, el Svärdet, el próximo en línea como buque insignia de la flota, fue rodeado por las fuerzas aliadas y posteriormente se le prendió fuego por medio de un barco de fuego holandés después de librar un duelo reñido y largo de artillería. Solo 50 de los 650 efectivos de la tripulación escaparon del tiroteo y el infierno, y entre los muertos se encontraba el Almirante Claes Uggla. Después de perder dos de sus más altos comandantes, así como sus dos barcos más grandes, la flota sueca huyó en medio del caos. El Solen más tarde encalló; el Järnvågen, el Neptunus y tres buques pequeños más, fueron capturados. El Applet más tarde se hundió después de romper sus amarras fuera de Dalarö.

### Consecuencias
De acuerdo con el oficial de artillería, Anders Gyllenspak, solo 40 hombres incluyéndose a sí mismo, sobrevivieron al hundimiento, entre ellos: el MayorJohan Klerk, 2 trompetas, 14 marineros y 22 soldados, lo que significa que más de 800 marineros habían muerto. Entre los que murieron se encontraba una media docena de oficiales del ejército y la marina, así como el médico jefe del Almirantazgo y el boticario de la flota. En total, alrededor de 1.400 hombres murieron cuando el Kronan y el Svärdet se hundieron; además, en los días siguientes a la batalla, cientos de cadáveres fueron arrastrados hasta la costa este de Öland. De acuerdo con el vicario de la parroquia de Långlöt, 183 hombres fueron tomados de las playas y enterrados en los cementerios de Hulterstad y Stenåsa. El cuerpo de Lorentz Creutz también fue identificado y llevado a su estado natal, Savolaks, en Finlandia, donde fue enterrado. Las pérdidas fueron aún mayores tomando en cuenta que el Kronan era el buque insignia y estaba tripulado por los mejores navegantes y artilleros de la flota. Cuando el Kronan y el Svärdet se hundieron, se llevaron con ellos la totalidad del almacén de armas de 30 y 36 libras. En total, más de 300 toneladas de armas de bronce con valor de casi 250 000 dalers de plata se hundieron junto con los barcos, una suma que era un poco más alto que el valor de las propias naves.
En una semana, la noticia del fracaso en Bornholm y el desastre de Öland llegó al rey Carlos, quien de inmediato ordenó que se creara una comisión para investigar el fiasco. El rey Carlos quería saber si Bär y otros oficiales eran culpables de cobardía o incompetencia. El 13 de junio, el rey escribió que "algunos de nuestros oficiales de marina han demostrado un comportamiento cobarde y negligente que han colocado la seguridad, el bienestar y la defensa del reino en gran peligro", y que "un gran crimen debe ser severamente castigado ". La comisión comenzó su trabajo el 7 de junio de 1676 y terminó en octubre de 1677, sin reportar ninguna noticia. El almirante Johan Bär de Nyckeln y el Teniente Almirante Christer Boije, que encalló con el Äpplet, nunca fueron asignados de nuevo a ningún comando de la marina de guerra. Uno de los acusados, Hans Clerck del Solen, fue ascendido a almirante por el Rey, incluso antes de que la comisión presentara sus conclusiones.

## Las causas de hundimiento
El manejo inadecuado durante el mal tiempo fue la causa más obvia para el hundimiento del Kronan. A diferencia del Vasa, las características de navegación del Kronan no eran inherentemente defectuosas y el barco ya había servido durante varios años en los mares agitados. Durante el trabajo de la comisión, el oficial de artillería, Anders Gyllenspak, incluso hizo comparaciones directas con el Vasa. También declaró que el lastre del Kronan se había aligerado en Dalarö al comienzo de la campaña y que no se había repuesto de su suministro de bebidas, por lo que el barco tenía un bosquejo más bajo y habría sido un tanto menos estable que con la totalidad de provisiones, aunque él no culpó a Creutz con estos hechos.
Por qué la flota sueca se desvió del plan original de combatir a la fuerza aliada en aguas territoriales al norte de Öland nunca ha sido explicado satisfactoriamente. Según Rosenberg y Gyllenspak, quienes iban en el Kronan, Creutz hizo un giro debido a que Uggla había señalado que iba a deslazarse. Rosenberg también creía que Bär en Nyckeln, almirante de la primera escuadrilla, fue el primero en hacer un giro, y que Uggla consideró necesario seguir esta maniobra no planificada para mantener la flota en conjunto. Los oficiales Anders Homman y Olof Norman, quienes sobrevivieron al Svärdet, afirmaron que solo Creutz como comandante de la flota podría haber tomado tal decisión y que Uggla solo estaba siguiendo el liderazgo del Kronan. Los testigos que declararon ante la comisión afirmaron que el conflicto entre los oficiales fue la razón por la que no se tomaron las precauciones necesarias antes de que se produjera la maniobra del Kronan. Rosenberg declaró que el Teniente Almirante, Arvid Björnram, y el Mayor, Klas Ankarfjäll, habían discrepado abiertamente de la cantidad de la vela que debía establecerse y que tan cerca de la tierra el buque debía navegar. Según Gyllenspak, el piloto de la flota principal, Per Gabrielsson, había expresado sus preocupaciones acerca de dar vuelta en el mal tiempo, pero nadie había hecho caso a sus consejos.
Varios estudiosos y autores han culpado a Creutz por la pérdida de su barco, y él ha sido criticado como un marinero incompetente y un oficial que, por falta de experiencia naval provocó el hundimiento. El historiador Gunnar Grandin, ha sugerido que la intención de la maniobra era tomar ventaja sobre la flota aliada, pero que muchos de los oficiales del Kronan se opusieron a la idea; Creutz y Björnram instaron a que la nave girara rápidamente para obtener una ventaja táctica mientras Ankarfjäll y Gabrielsson se mostraron preocupados por la seguridad inmediata del buque. Grandin también ha sugerido que Creutz pudo haber sufrido una crisis nerviosa tras el fracaso en Bornholm y la disputa abierta con sus oficiales, lo que dio lugar a una decisión precipitada, lo que resultó en una acción con consecuencias fatales.
Perspectivas más recientes presentan la responsabilidad como algo más matizado y complejo - lo que sugiere que Creutz no puede ser identificado como el único responsable de la catástrofe. Los historiadores Ingvar Sjöblom y Lars Ericson Wolke, han señalado que la posición de Creutz como almirante era comparable a la de un primer ministro. Habría sido principalmente un administrador sin necesidad de un conocimiento íntimo de los detalles prácticos; por lo que girar un buque en mal tiempo habría sido la responsabilidad de sus subordinados. Sjöblom ha subrayado que el desacuerdo entre el Mayor Ankarfjäll y el Teniente Almirante Björnram acerca de cuánta vela era necesaria, restó tiempo muy valioso en una situación en la que las decisiones rápidas eran cruciales. Creutz también era único como comandante supremo de la marina ya que no tenía experiencia en asuntos militares. El cuerpo de oficiales navales de Suecia en el siglo XVII carecía prestigio en sus comandantes del ejército y oficiales experimentados; incluso los almirantes podían ser superados por civiles o comandantes sin experiencia o con poca o ninguna experiencia naval. El arqueólogo marítimo Lars Einarsson, ha sugerido que "el temperamento colérico y deliberado" de Creutz probablemente jugó un papel importante, pero que igualmente podría ser atribuido a una tripulación sin formación y sin experiencia, aunado de la discordia abierta entre los oficiales. Según Sjöblom, todavía no está claro para los historiadores si existía o no un comandante de buque designado dentro del Kronan con la responsabilidad total.

## La historia como un naufragio

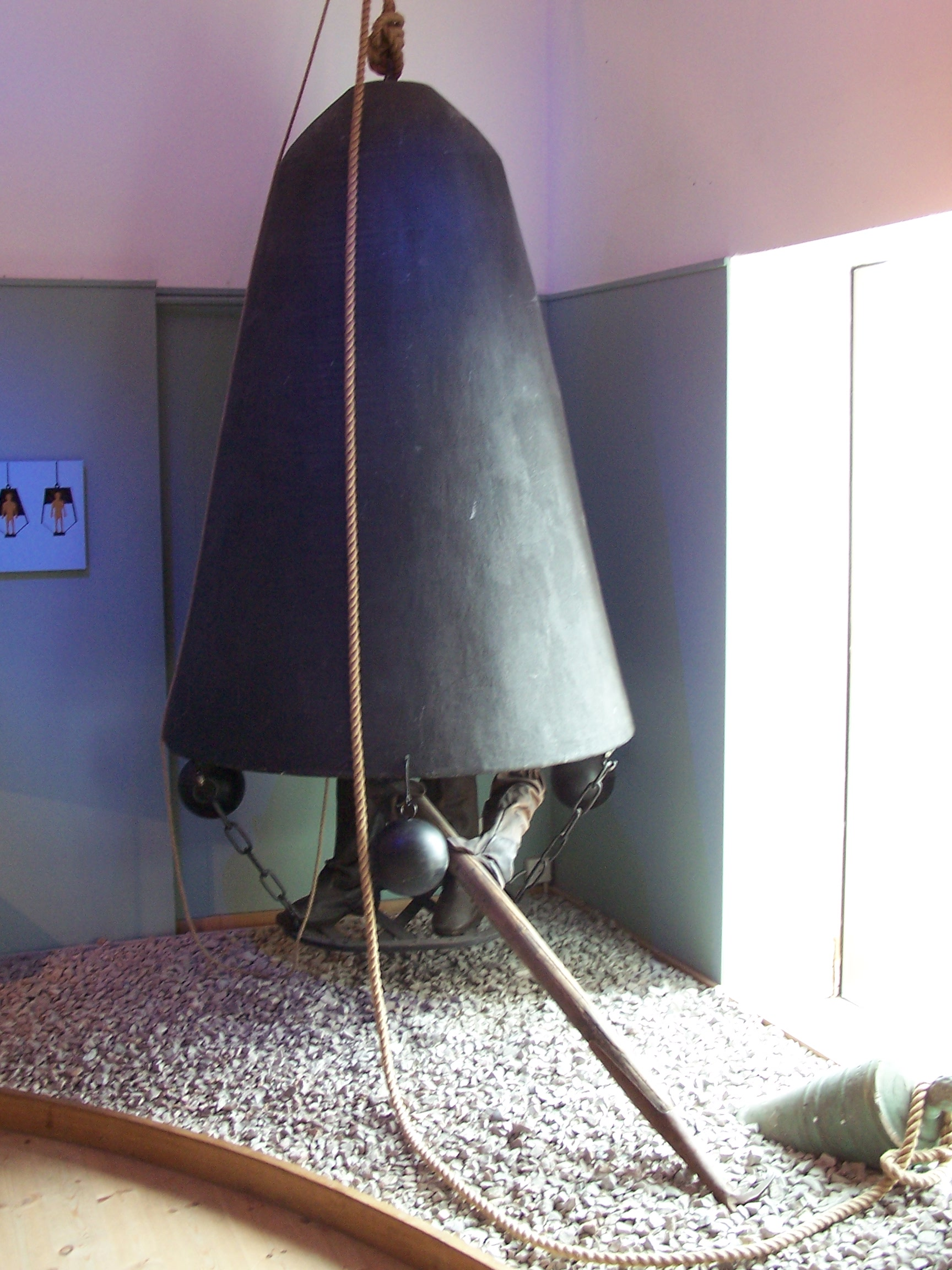
Una reconstrucción de una campana de buceo utilizada para la recuperación de los cañones del Vasa y el Kronan a finales del. Exposición en el Marinmuseum, Karlskrona

El costo total del Kronan  se estimó en 326 000 dalers de plata en moneda contemporánea, y aproximadamente la mitad del costo, 166 000 dalers, lo que estaba invertido en el armamento. Era por ello el interés de la marina sueca por salvar la mayor cantidad de cañones como fuera posible. A principios de la década de 1660 casi todas las armas del  Vasa habían sido extraídas del mar gracias al uso de avances tecnológicos. El comandante Paul Rumpf y el almirante Hans Wachtmeister fueron puestos a cargo de las tareas de salvamento de los cañones del  Kronan. Con la ayuda de las campana de buceo, fueron capaces de levantar 60 cañones por valor de 67 000 dalers en los veranos de (c. junio-agosto) de 1679 a 1686, comenzando tan pronto como la guerra con Dinamarca había terminado. En la década de 1960, el experto en buceo, Bo Cassel, hizo algunos descensos exitosos al  Vasa con una campana de buceo hecha de acuerdo con las especificaciones del siglo XVII. En 1986, otros experimentos se realizaron en el Kronan. Las pruebas tuvieron éxito y la conclusión fue que las operaciones del siglo XVII debieron haber requerido una considerable experiencia, habilidad y las condiciones climáticas favorables. A pesar de que las condiciones fuera de Öland eran a menudo difíciles, con agua fría y un clima impredecible, y requerían un gran equipo, las expediciones eran muy rentables. El historiador Björn Axel Johansson, ha calculado que el costo total de todo el equipo para las ocho temporadas de buceo era inferior a 2.000 dalers, equiparable con el valor de una de las armas del Kronan de 36 libras.

### Redescubrimiento
El ingeniero naval e historiador, Anders Franzen, había buscado viejos naufragios suecos en el Báltico desde la década de 1940 y llegó a ser reconocido a nivel nacional después de que él encontrara al Vasa en 1956. El Kronan fue uno de varios naufragios famosos en una lista de posibles sitios de naufragios que había recopilado. Durante casi 30 años Franzén y otros revisaron archivos y probaron en el fondo del mar frente a la costa oeste de Öland. Durante los años 1950 y 1960, el equipo buscó fuera Hulterstad; más tarde siguió con escaneos de sónar. En 1971, los tablones que se cree que pertenecen al Kronan fueron localizados, pero la iniciativa no podía tener seguimiento correctamente en ese momento. Más tarde, en la década de 1970 el área de búsqueda se redujo con un sónar de barrido lateral y un magnetómetro, un instrumento que detecta la presencia de hierro. Con ayuda de estos dos instrumentos, el equipo precisó un lugar probable; para principios de agosto de 1980, envió cámaras submarinas para revelar las primeras imágenes del Kronan.

## Arqueología

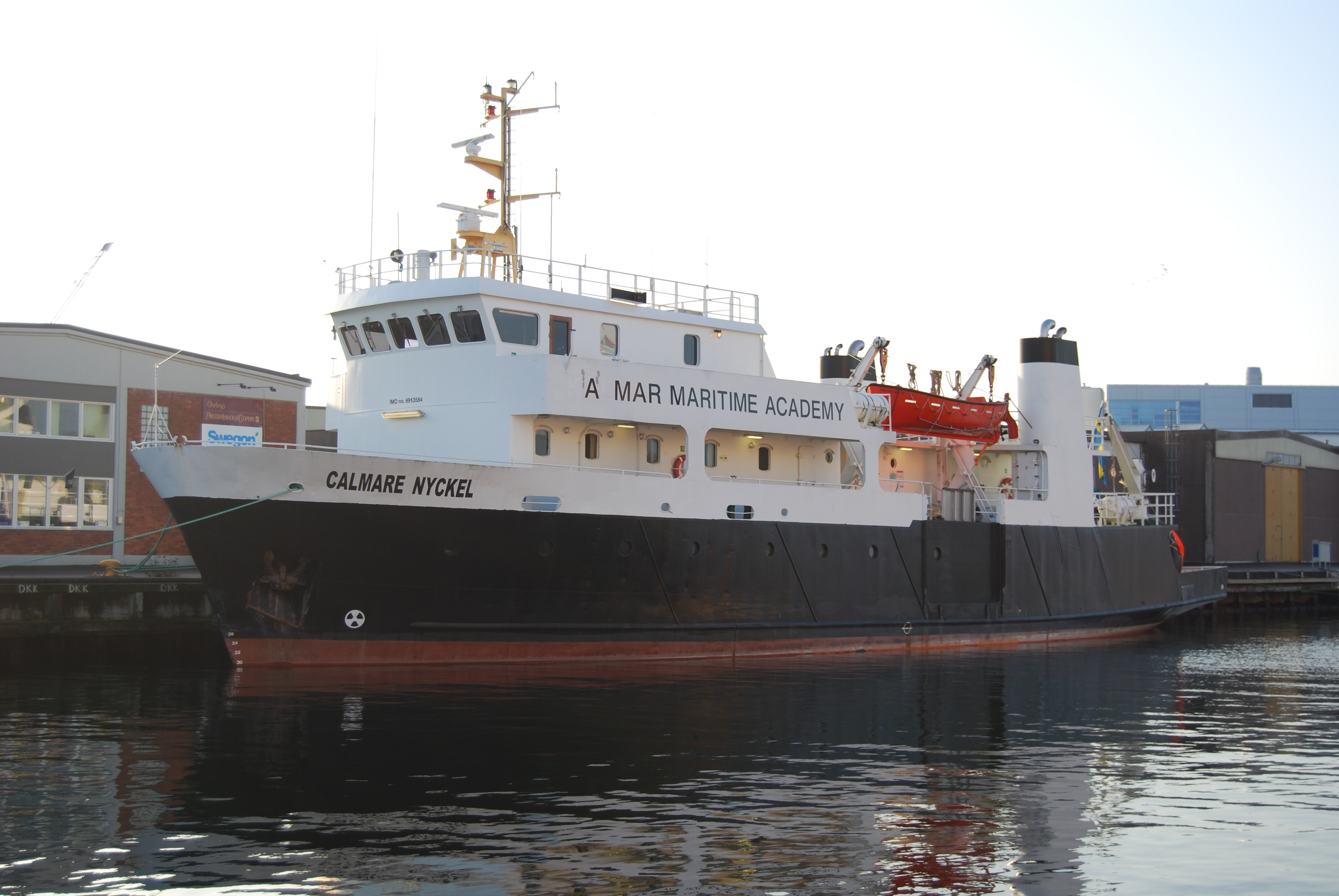
El MS Calmare Nyckel se ha utilizado como una plataforma de buceo para las excavaciones del Kronan desde 1991, y es uno de varios buques que se han utilizado con mayor frecuencia.

Los restos del  Kronan yacen a una profundidad de 26 m (85 pies), 6 km (3,7 millas) al este de Hulterstad, frente a la costa este de Öland. Desde su redescubrimiento en 1980, ha habido expediciones de buceo anuales al lugar del naufragio, de junio a agosto. Debido a los estándares del Mar Báltico, las condiciones son buenas para el trabajo arqueológico subacuático; el lugar del naufragio está lejos de la tierra, lejos de las rutas de navegación, y no se ha visto afectado por la contaminación de la tierra o el crecimiento excesivo de la vegetación marina. La visibilidad, sobre todo a principios de verano, es buena y puede ser de hasta 20 m. El fondo del mar se compone en su mayoría de arena que refleja gran parte de la luz solar de la superficie, ayudando a la realización de estudios y a la documentación del sitio con cámaras submarinas. Alrededor del 85 % del lugar del naufragio se ha trazado hasta ahora y el Kronan se ha convertido en uno de los proyectos arqueológicos marítimos más amplios y bien conocidos en el mar Báltico.

### Hallazgos
Más de 30 000 artefactos pertenecientes al Kronan se han recuperado y catalogado, desde cañones de bronce de más de cuatro toneladas hasta pequeños fragmentos de cáscara de huevo. Ha habido varios descubrimientos de gran importancia y algunos de valor histórico y arqueológico único. Uno de los primeros hallazgos fue un pequeño armario mesa con nueve cajones que contenían los instrumentos de navegación, herramientas de tuberías de limpieza, cubiertos y utensilios de escritura, los cuales muy probablemente pertenecieron a alguno de los oficiales. Como buque insignia, el Kronan llevaba una gran cantidad de dinero en forma de monedas de plata. Además de los salarios de la tripulación, se requería un tesoro de guerra para grandes gastos imprevistos. En 1982, se encontró una colección de 255 monedas de oro, la mayoría de ellas eran ducados. El origen de las monedas varía considerablemente, desde lugares como El Cairo, de Reval (actual Tallin) y Sevilla. Otros 46 ducados fueron encontrados en el año 2000. La colección de monedas es probablemente el más grande tesoro de oro encontrado alguna vez en suelo sueco; sin embargo, no era suficiente para cubrir grandes gastos, por lo que ha llevado a la suposición de que eran propiedad personal del almirante Lorentz Creutz. En 1989, más de 900 monedas de plata fueron encontradas en los restos del sollado, en ese momento fue el descubrimiento más grande de monedas de plata más grande en Suecia. En 2005, en un escondrijo mucho más grande, cerca de 6.200 monedas fueron descubiertas y en 2006 otro con más de 7.000 monedas. El tesoro de plata de 2005 consistía casi en su totalidad de 4 monedas öre acuñadas en 1675, lo que representaba más del 1 % de toda la producción de 4 monedas Öre de ese año.

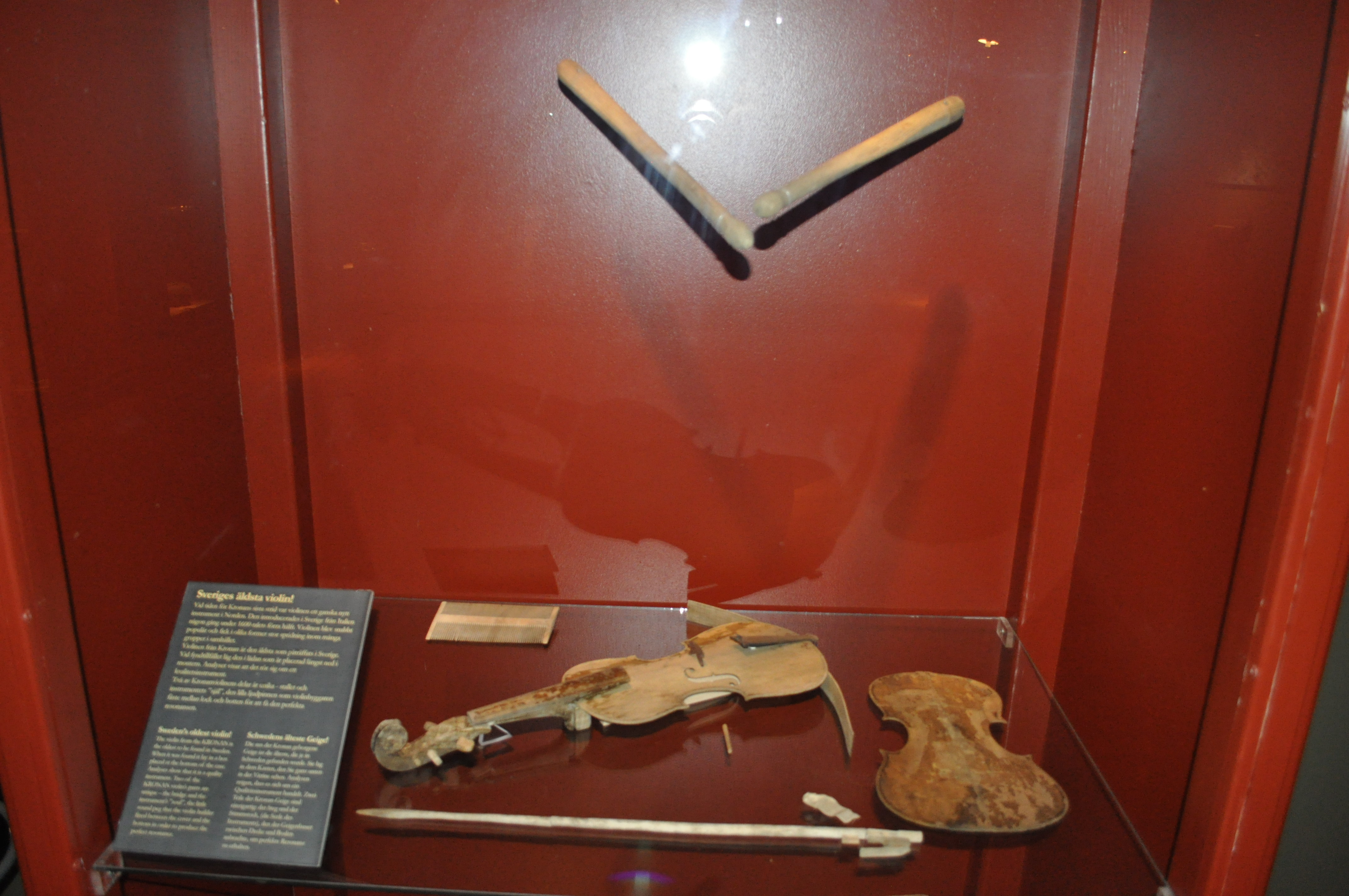
Los restos de uno de los violines y dos baquetas. En exhibición en el Museo del Condado de Kalmar

Se han encontrado varios instrumentos musicales, incluyendo una trompeta, tres violines y una viola da gamba, todos los objetos caros que probablemente pertenecían a cualquiera de los funcionarios o los trompetistas. Uno de los trompetistas a bordo era un miembro del grupo musical oficial del almirante; por lo tanto, se supone que uno de los instrumentos especialmente finos, de fabricación alemana, pertenecía a él. Otro vestigio de las pertenencias personales de los oficiales fue descubierto en 1997, que consistía en una cesta tejida llena de tabaco y alimentos y especias caros importados que incluían jengibre, ciruelas, uvas y rajas de canela.
Aproximadamente, siete por ciento de los hallazgos consiste en textiles. Gran parte de la ropa, especialmente la de los oficiales y sus sirvientes personales está bien conservada y ha proporcionado información sobre la fabricación de ropa durante el siglo XVII; algo que, de otra manera hubiera sido difícil de investigar basándose solo en las descripciones.

## Otras lecturas
- Einarsson, Lars (1994) "La arqueología actual marítima en Suecia: el caso del "Kronan" en Schokkenbroek, JCA (editor), Surcando entre Marte y Mercurio: los vínculos políticos, económicos y culturales entre los Países Bajos y Suecia durante la Edad de Oro: Papeles para el simposio del Kronan, Amsterdam NIVE, 19 de noviembre 1993 por la Embajada de Suecia, La Haya..; pp 41–47
- Einarsson, Lars y Mörzer-Bruyns, W. F. J. (2003) "Una cruzada personal del naufragio del Kronan (1676)" en la Revista Internacional de Arqueología Náutica, v. 32; pp 53–60
- Franzen, Anders (1981) HMS Kronan: La búsqueda de un Gran barco de guerra sueco del siglo 17. Instituto real de la biblioteca tecnológica, [Tekniska högskolans bibliotek], Estocolmo.